# アブバカル・タファワ・バレワ
アブバカル・タファワ・バレワ（Abubakar Tafawa Balewa、1912年12月- 1966年1月15日）
は、ナイジェリアの政治家。ナイジェリアの初代にして唯一の首相をつとめた。もともと教師になるための訓練を受け、北部で数少ない高等教育を受けた指導者として、ナイジェリア北部を代表する政治家となった。また、アフリカ統一機構（OAU）の設立にも力を尽くした国際派政治家だった。一方で国内では北部の利益を追求して国内の不和を招き、クーデターによって殺害された。

## 人物
バレワは北部のバウチにて生まれ、コーラン学校で学んだのちカツィナ大学で学び、教員免許を取得した。彼はバウチに戻り、バウチ中学校の教師となった。1944年、北部の幾人かの教師とともに、ロンドン大学の教育研究所へ送られて一年間留学した。帰国後、政治に携わるようになり、1946年には北部ナイジェリア議会の議員に選出され、1947年には立法議会に選出された。彼は議員としては北部の利益の強力な代弁者であり、同じ立場のソコト帝国世継王子であるアフマド・ベロとともに北部人民会議(NPC)という政党を結党した。
バレワは1952年に労働大臣として入閣し、その後交通大臣をつとめた。1957年には、彼は東部を基盤とするナイジェリア・カメルーン国民会議（NCNC）のンナムディ・アジキウェと連立政権を組み、バレワは主席大臣に就任した。1960年の独立とともに、バレワは首相に就任した。
しかし、ナイジェリアの首相として、彼はアフリカ大陸のルールの形成に重要な役割を果たした。彼は、フランス語圏アフリカ諸国との協力関係を作り上げ、アフリカ統一機構の形成に重要な役割を果たした。彼はまた1960年から1964年にかけてのコンゴ動乱においてコンゴ政府とモイーズ・チョンベとの仲介に力を尽くした。彼は1960年のシャープビル虐殺に抗議を行い、また、南アフリカ連邦解体後もイギリス連邦には残る意向を示していた南アフリカ共和国の加盟に反対し、1961年に英連邦から南アフリカを脱退させた。
しかし、国内政策では失政が続いた。北部州、西部州、東部州の3州からなるナイジェリア連邦は内紛が絶えず、バレワも北部州よりの立場をとった。1961年には西部州のヨルバ人を基盤とし、3大政党中最も弱小で野党の地位にいた行動党（AG）が分裂し、西部州は州首相のサミュエル・アキントラ派とオバフェミ・アウォロウォ派に2分される事態となった。バレワはアキントラと結び、軍を使ってアウォロウォ派に弾圧を加えた。さらに、独立以前に実施され北部州優位の原因となった人口調査に不満の声が上がったためバレワは1962年に調査をやり直させたものの大失敗に終わり、以後も北部州の優位が続くことで西部・東部の不満はつのっていった。さらに、北部州南部、南部２州との境界線近くにあるミドルベルト地帯では、ティヴ人が反乱を起こしたもののこれも弾圧した。これにより、ミドルベルト出身者が4割を占める軍とバレワ政権とは不和になり、さらに軍を政治に利用したことで軍の発言権と不満をいやますこととなった。1964年選挙では、選挙介入と暴力、不正が繰り広げられた結果NPCが勝利しバレワ政権が続いたものの、内政は混乱の極に達していた。
1966年1月15日、イボ人の将校たちがクーデターを起こし、バレワは北部州首相アフマドゥ・ベロや西部首相サミュエル・アキントラとともに殺害された。このクーデターは翌日鎮圧され、ジョンソン・アグイイ・イロンシが暫定政権の長となるが、彼もすぐに殺害されて、ナイジェリアはビアフラ戦争へと突入していくことになった。